# ICMT
ICMT (англ. Isoprenylcysteine carboxyl methyltransferase) – білок, який кодується однойменним геном, розташованим у людей на короткому плечі 1-ї хромосоми.  Довжина поліпептидного ланцюга білка становить 284 амінокислот, а молекулярна маса — 31 938.
| 10         |  | 20         |  | 30         |  | 40         |  | 50         |
| ---------- |  | ---------- |  | ---------- |  | ---------- |  | ---------- |
| MAGCAARAPP |  | GSEARLSLAT |  | FLLGASVLAL |  | PLLTRAGLQG |  | RTGLALYVAG |
| LNALLLLLYR |  | PPRYQIAIRA |  | CFLGFVFGCG |  | TLLSFSQSSW |  | SHFGWYMCSL |
| SLFHYSEYLV |  | TAVNNPKSLS |  | LDSFLLNHSL |  | EYTVAALSSW |  | LEFTLENIFW |
| PELKQITWLS |  | VTGLLMVVFG |  | ECLRKAAMFT |  | AGSNFNHVVQ |  | NEKSDTHTLV |
| TSGVYAWFRH |  | PSYVGWFYWS |  | IGTQVMLCNP |  | ICGVSYALTV |  | WRFFRDRTEE |
| EEISLIHFFG |  | EEYLEYKKRV |  | PTGLPFIKGV |  | KVDL       |  |            |

A: Аланін

C: Цистеїн

D: Аспарагінова кислота

E: Глутамінова кислота

F: Фенілаланін

G: Гліцин

H: Гістидин

I: Ізолейцин

K: Лізин

L: Лейцин

M: Метіонін

N: Аспарагін

P: Пролін

Q: Глутамін

R: Аргінін

S: Серин

T: Треонін

V: Валін

W: Триптофан

Кодований геном білок за функціями належить до трансфераз, метилтрансфераз. 
Білок має сайт для зв'язування з s-аденозил-l-метіоніном. 
Локалізований у мембрані, ендоплазматичному ретикулумі.